# Antv

ANtv는 인도네시아의 텔레비전 네트워크로 남자카르타에 기반을 두고 있다. antv 주주는 Visi Media Asia이다. 자매 방송국으로 TvOne이 있으며, 두 방송국은 2006년부터 계열 관계를 가지고 있다. antv란 이름은 Andalas Televisi에서 비롯되었다.
antv는 인도네시아내에서 세계의 유명 축구 경기의 중계권을 가지고 있으며, 2014 FIFA 월드컵을 계열사인 TvOne과 함께 중계 방송을 하였다.

## 역사
antv는 1993년 3월 1일에 람풍 주의 지역 텔레비전 방송국으로 개국하였다. 같은 달에 전국 방송을 위한 면허를 허가 받고, 사옥을 자카르타로 옮긴다. 첫 자체 프로그램은 1993년 3월 1일 국민 협의회 회의의 생방송이었다.
2006년 4월 30일 루퍼트 머독의 뉴스 코퍼레이션을 통해 STAR TV와 폭스 인터네셔널 채널이 antv의 지분 20%를 인수했다. 인도네시아 법에 따르면 외국 기업은 인도네시아 현지 미디어 기업의 지분을 20%까지만 소유할 수 있다. antv는 전 인도네시아이 걸쳐 155개의 도시를 커버하며 24의 중계국을 보유하고 약 1억 8천만명의 시청자를 보유하고 있다.

## 로고
초기의 antv로고는 "AN"과 "teve"의 두 글자로 이루어진 로고였으며, 1999년부터 2003년까지 사용되었다. antv의 현재 로고는 2003년 3월 13일부터 정착되어 왔으며, 2006년 4월 30일에 STAR TV의 계열사가 되면서 로고 앞에 STAR TV의 심볼마크도 첨가 된 적이 있었다. 2009년 9월 19일에 이전의 로고 형태로 돌아오면서 현재와 같은 바탕색에 흰색 글자의 로고가 되었다.

## 슬로건
- Wow, Keren (1993~2003, 2011~2015)
- Makin Keren (2003~2006)
- Makin Dekat Makin Memikat (2006~2009)
- TV Ramah Buat Keluarga (2009~2010)
- Berkilau Bersama antv (2010~2011)
- Keren (2015~현재)